# 塞夫尔
塞夫尔（法語：Sèvres，法語發音：[sɛvʁ] ⓘ），法国中北部城市，法兰西岛大区上塞纳省的一个市镇，隶属于布洛涅-比扬古区，其市镇面积为3.91平方公里，2022年1月1日时人口数量为22,782人，在法国城市中排名第387位。
塞夫尔位于上塞纳省中南部，塞纳河左岸，是法国国道N118线的起点，另有两条铁路过境。塞夫尔因同名瓷器厂而闻名，国际度量衡局亦位于该地。1920年，协约国与奥斯曼帝国在此签订《塞夫尔条约》。

## 地名来源
“Sèvres”一名最初以“Savara”的形式被记载，该名称可能出自高卢语，意为“溪流、流体”，可能与历史上流经此地的马里韦勒人工溪有关。巴黎市中心塞夫勒路的名称亦出自此地。
此外，因翻译标准不同，”Sèvres“在部分汉语文献中又被译为塞夫勒，此外法国西部的“Deux Sèvres”省亦被译为“德塞夫勒省”。

## 历史

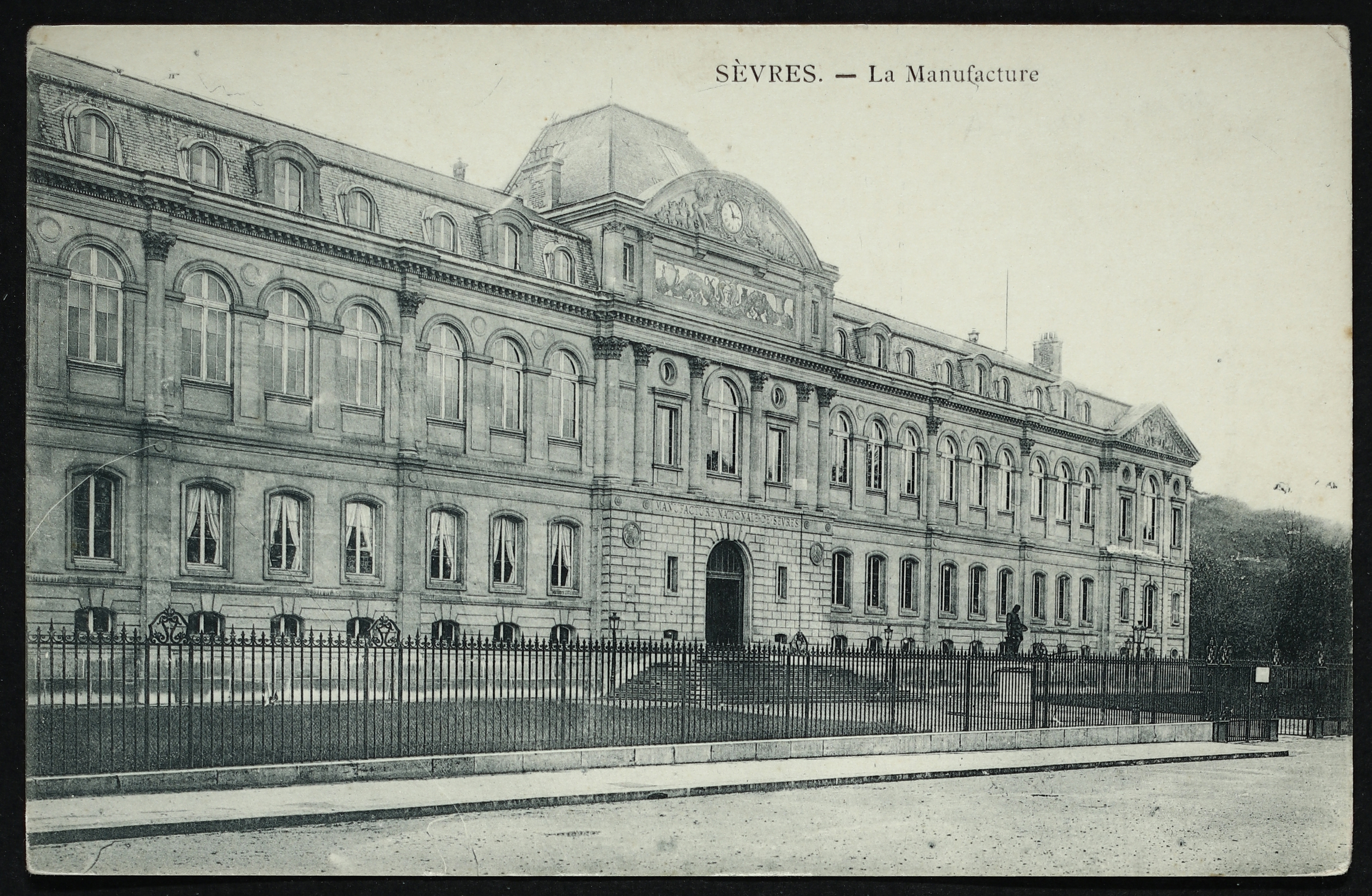
19世纪末的塞夫尔国家制造厂

根据当地官方网站的论述，塞夫尔最初于公元558年被记录于圣日耳曼德普雷修道院的一份文件中。公元12世纪时，当地出现了一座纪念圣人罗曼的教堂。17世纪时，随着凡尔赛宫的建成，塞夫尔渡口开始繁忙。1684年，首座横跨塞纳河的木质塞夫尔桥建成。18世纪时，路易十五将塞夫尔镇中心的街道进行了翻新，其情妇龐巴度夫人则于1756年将原位于万塞讷的手工厂搬至塞夫尔并扩建为塞夫尔国家制造厂，后者成为法兰西王室瓷器工厂。法国大革命后，塞夫尔成为塞纳-瓦兹省的一个市镇。1808年，拿破仑决定重建塞夫尔桥，但该计划随着反法战争的爆发而中断，新的石质塞夫尔桥直至1820年才建成。1827年至1834年，塞夫尔境内兴建了两处弹药厂。1840年，途径塞夫尔的巴黎－凡尔赛铁路铁路建成，此后修建的巴黎—布雷斯特铁路亦从塞夫尔经过。1875年，國際度量衡局在塞夫尔成立，后者于1884年在塞夫尔建立了度量衡实验室。自19世纪末以来，得益于工业革命的推进及巴黎的城市扩张，塞夫尔人口数量逐年增加，而当地的一些工业设施则外迁或关闭。1920年协约国与奥斯曼帝国的在此地签订《塞夫尔条约》。1964年，塞纳-瓦兹省被撤销，塞夫尔曾一度被划入伊夫林省，后被划入上塞纳省。自2016年起，塞夫尔成为大巴黎都会区的一部分。

## 地理

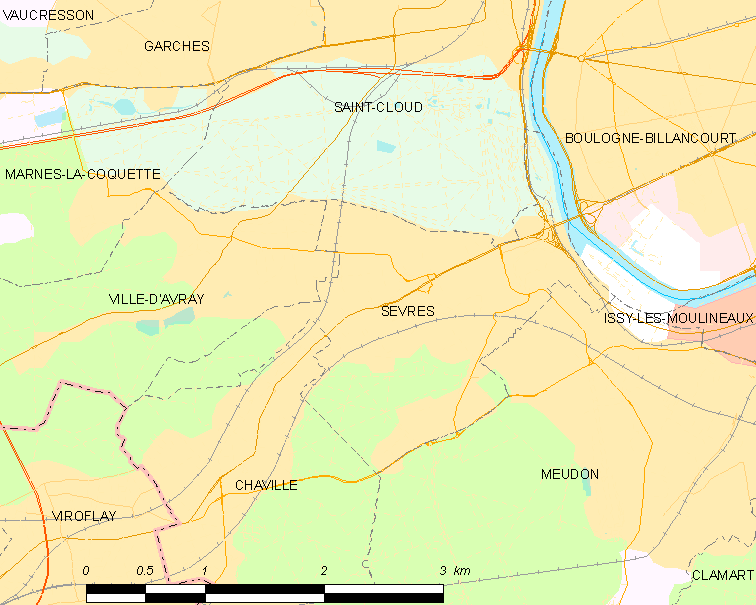
塞夫尔市镇范围地图

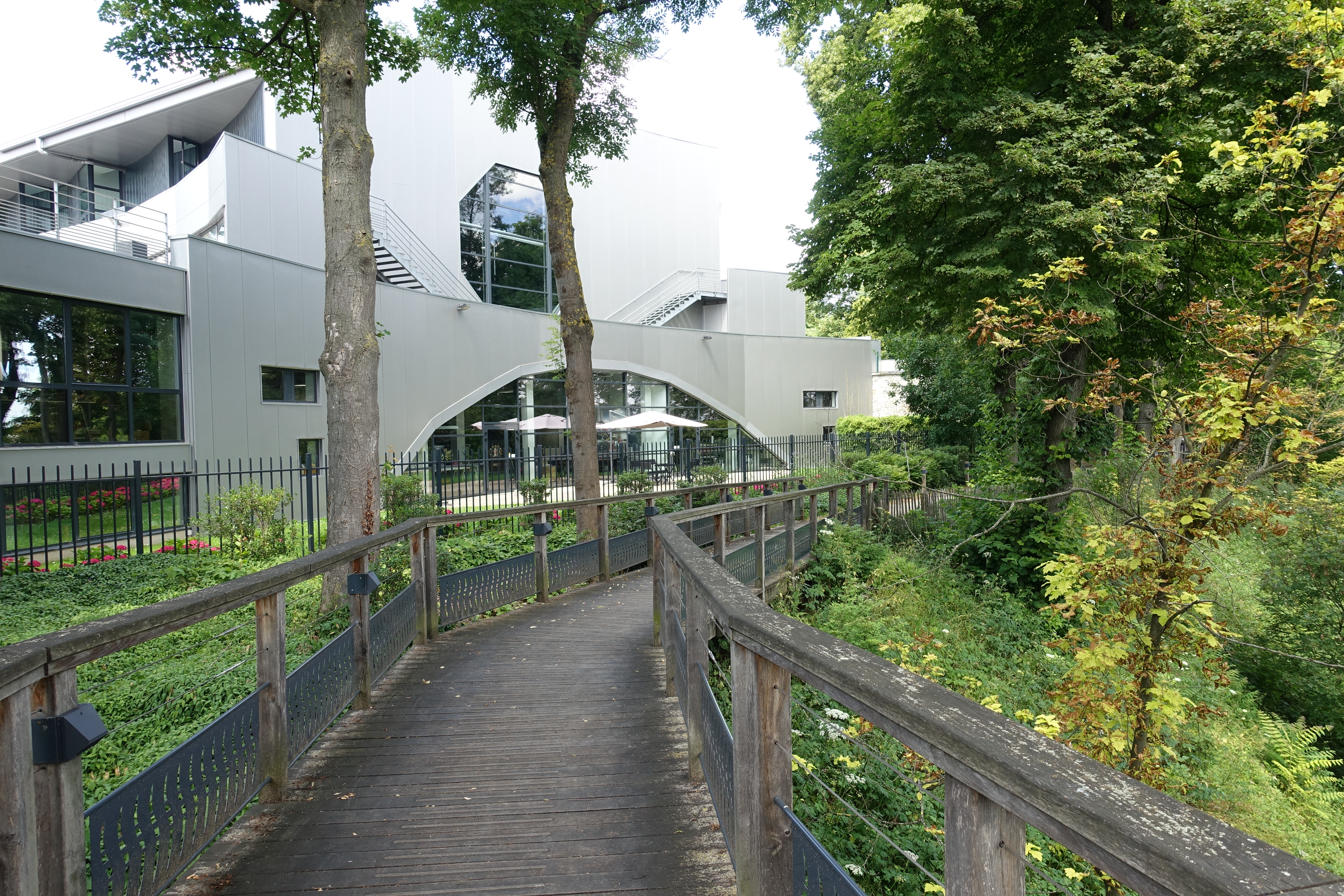
布兰博里永公园

塞夫尔位于法国中北部，法兰西岛大区中部和上塞纳省南部，距离省会楠泰尔大约10公里。与塞夫尔接壤的市镇包括：阿夫赖城、圣克卢、布洛涅-比扬古、沙维尔和默东。

### 地形
塞夫尔位于塞纳河左岸的一处河谷地带，境内以浅丘为主，市镇中心地势较为平坦，西北部和南部略有起伏，部分区域起伏明显，全境海拔在27到171米之间。

### 水文
塞纳河干流自东南向西北流经市镇东境，马里韦勒人工溪自西南向东北流经镇中心并注入塞纳河，后者水量很小，部分河段已出现断流。

### 植被
塞夫尔属于温带阔叶混交林区，市区东部的布兰博里永公园是当地主要的城市绿地。
在鲜花城市的评比中，塞夫尔被评为3星级鲜花城市。

### 气候
塞夫尔在柯本气候分类法中属于温带海洋性气候（Cfb）。

## 行政区划
塞夫尔的市镇编号为92072，邮政编号为92310。
在行政管理方面，塞夫尔隶属于法国法兰西岛大区上塞纳省布洛涅-比扬古区；在地方选举方面，塞夫尔隶属于布洛涅-比扬古第二县，其市镇范围全境被划入上塞纳省第八选区；在社会管理方面，塞夫尔是大巴黎都会区及大巴黎西部塞纳公共土地管理局的组成部分。
截至2023年10月，塞夫尔市镇范围内暂无任何城市敏感街区及城市政策优先街区。
法国国家统计与经济研究所（简称）在进行数据统计时，将塞夫尔及相邻的另外428个市镇设为巴黎城市核心区（2020年扩充至431个），并将包括核心区在内的周边共1,794个市镇划为巴黎城市区。自2020年起，巴黎城市区被包含1,949个市镇的巴黎城市辐射区代替。此外，还将塞夫尔市镇分为了10个“块区”（IRIS），以便于统计人口分布情况。

## 交通

### 公路
法国国道N118线和上塞纳省省道D7线、D407线、D910线塞夫尔交汇，其境内大部分道路已完成城市化改造，配有照明、排水、人行道等设施。
2020年，69.5%的塞夫尔家庭拥有至少一辆私人汽车。2021年，塞夫尔境内共发生各类交通事故51起，造成55人受伤，其中3人重伤。
| 圣克卢门 | 3.7 |

| 4.1 | 5.6 |

| 楠泰尔 | 10 |

| 圣克卢 | 5 |

| 凡尔赛 | 8 |

| 布洛涅-比扬古 | 3 |

| 伊西莱穆利诺 | 5 |

| 默东 | 3 |

### 铁路

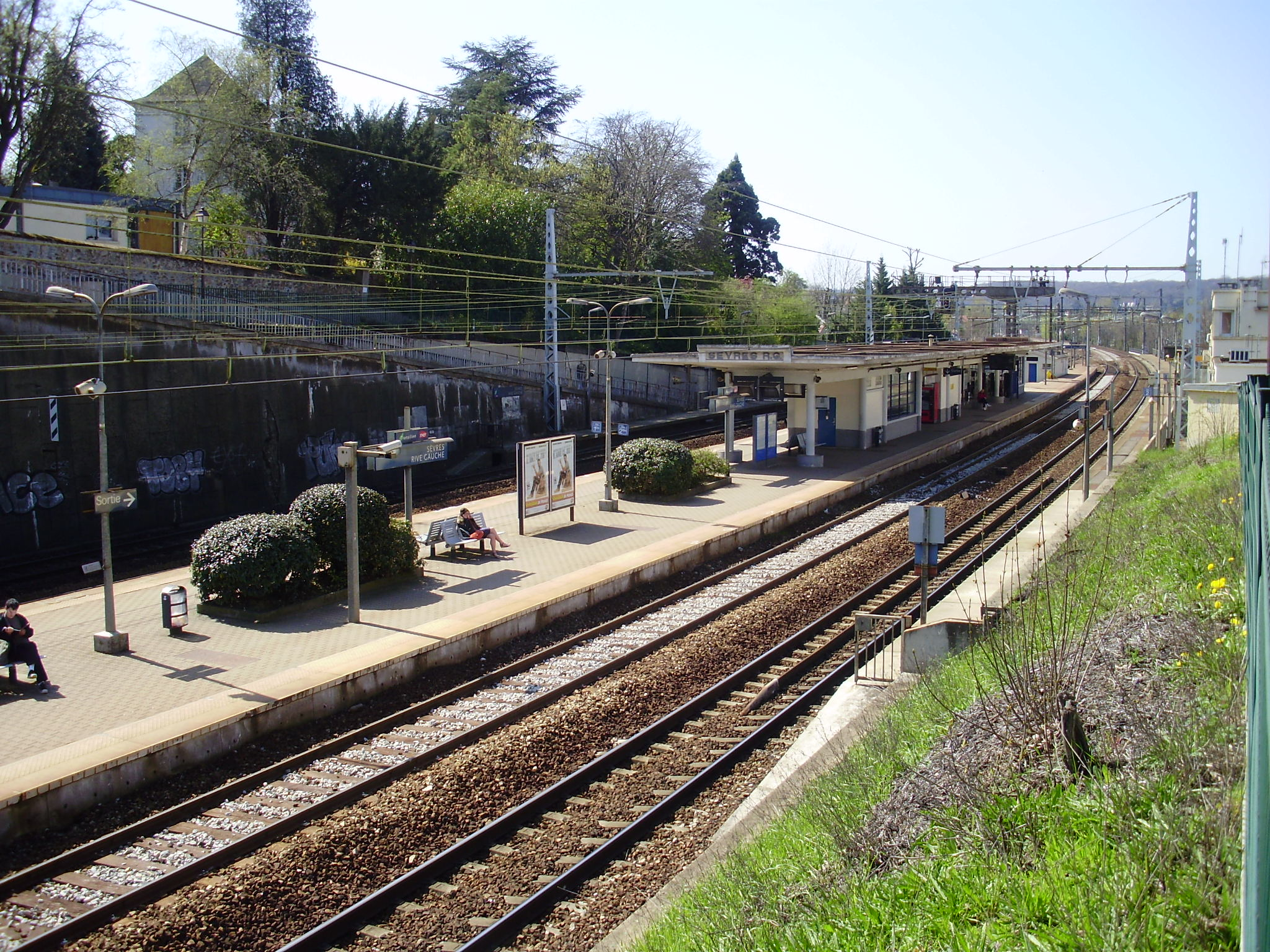
塞夫尔左岸火车站的站台

巴黎－布雷斯特铁路和巴黎－凡尔赛铁路分别从塞夫尔市区东南部和西北部平行过境。塞夫尔左岸站位于市区东南部，该站停靠法兰西岛大区列车N线；塞夫尔-阿夫赖城站位于市区西北部，该站停靠法兰西岛大区列车L线和U线。

### 航空
塞夫尔距离巴黎-奥利机场和巴黎戴高乐机场的公路里程分别约20公里和36公里。

### 城市公共交通
法兰西岛大区列车L线、N线、U线，法兰西岛有轨电车2号线和巴黎公交42路、171路、179路、291路、426路、469路经过塞夫尔境内。

## 政治

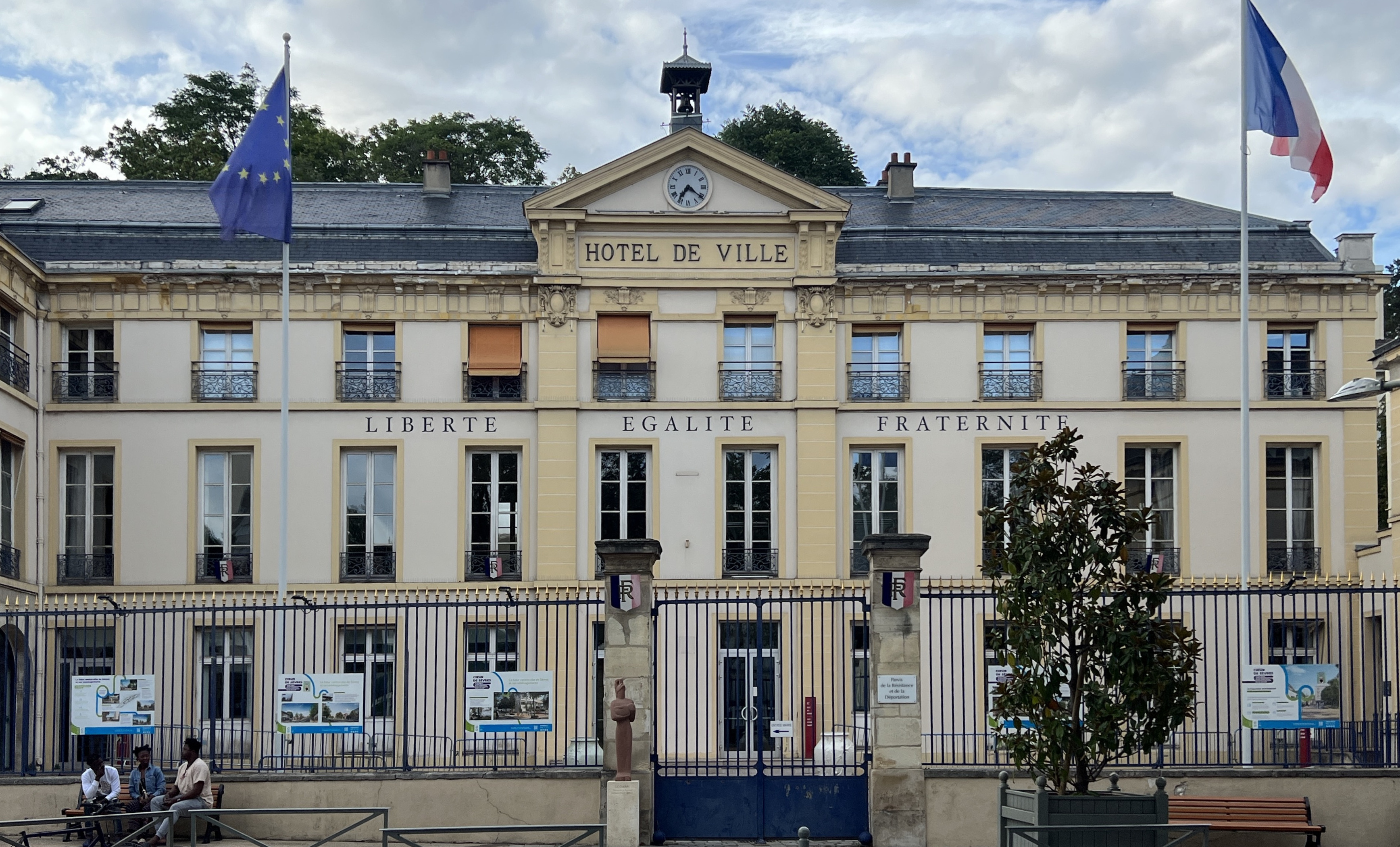
塞夫尔市政厅

塞夫尔的现任市长为格雷瓜尔·德拉龙西埃先生（Grégoire DE LA RONCIÈRE），他是一名右翼无党派人士，在2020年的市政选举中获得了57.62%的支持率。
在2022年的法国总统大选中，法国第25任总统埃马纽埃尔·马克龙在塞夫尔获得了82.81%的支持率。

## 人口
2020年，塞夫尔市镇人口数量为23,108，在法国排名第387位。其中男性10,901人，女性12,207人，75岁及以上人口占6.8%，外籍人口数量为2,348人，人口密度为5,910人/平方公里，当地居民被称为（男性）或（女性）。2021年，塞夫尔境内出生238人，死亡人口143人。
| 塞夫尔1901年－2020年人口变化情况 |
|                                  |
| 数据来源：Cassini、INSEE         |

## 经济

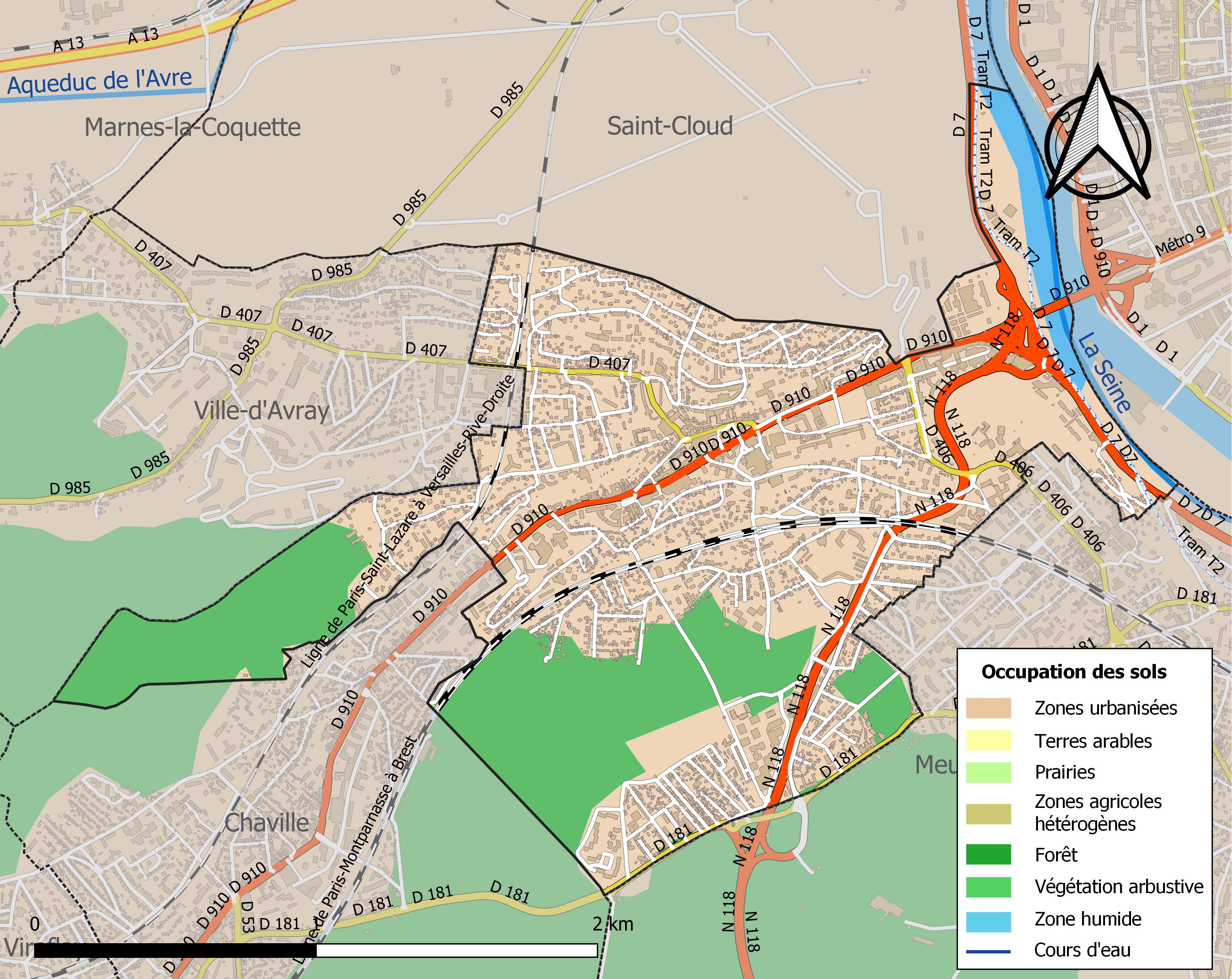
塞夫尔土地利用情况地图

塞夫尔是巴黎西南郊的一个卫星城。截至2023年10月，塞夫尔市镇范围内共有各类用人单位（包含自雇）4,478家，平均历史为13年，其中95.14%为中小型企业（PME），2023年7月至9月间，当地的经济活力指数为0.84%。 （制药）、（制药）及（通讯）是当地2021年营业额最高的三个企业，分别为313,756,182欧元、200,644,727欧元和129,067,315欧元。

## 财政与居民收入
2021年，塞夫尔的财政收入总额为39,435,800欧元，财政支出总额为36,027,800欧元，当年的债务总额为7,157,740欧元。2021年，塞夫尔市镇通过增值税获得1,096,070欧元的收入，此外当地还共获得了1,016,040欧元的国家直接财政补助。
2019年，塞夫尔的人均月收入总额为4,491欧元，其中高级职员为6,076欧元，高于法国平均水平（4,230欧元）；中级职员为2,879欧元，高于法国平均水平（2,411欧元）；普通职员为2,001欧元，亦高于法国平均水平（1,740欧元）。
2020年，塞夫尔境内的贫困率为9%，青壮年（15至64岁）失业率为10.2%；2022年，当地549的家庭拥有纳税资格，平均纳税12,834欧元，高于法国平均水平（4,393欧元）。

## 社会事务

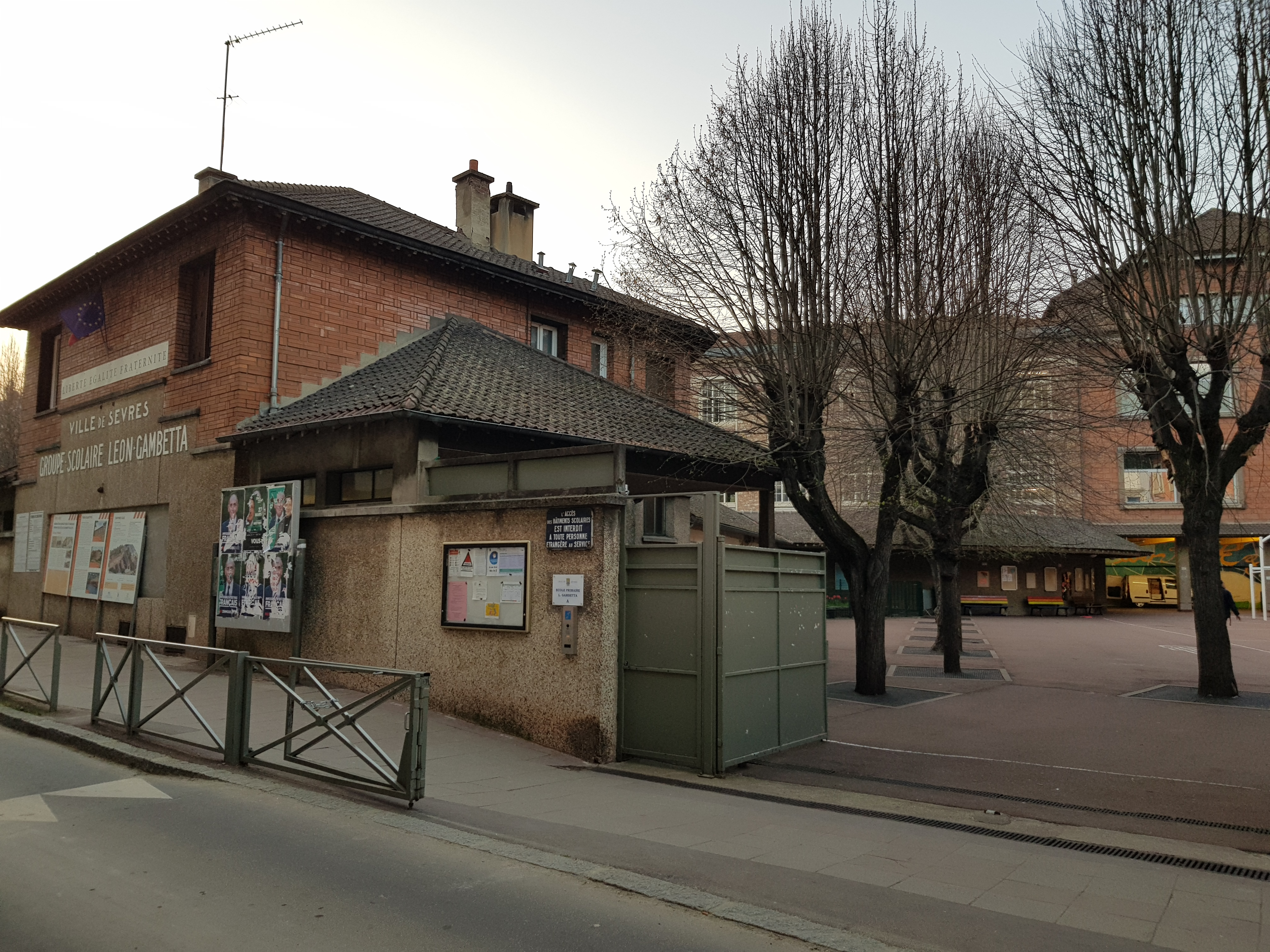
一所学校

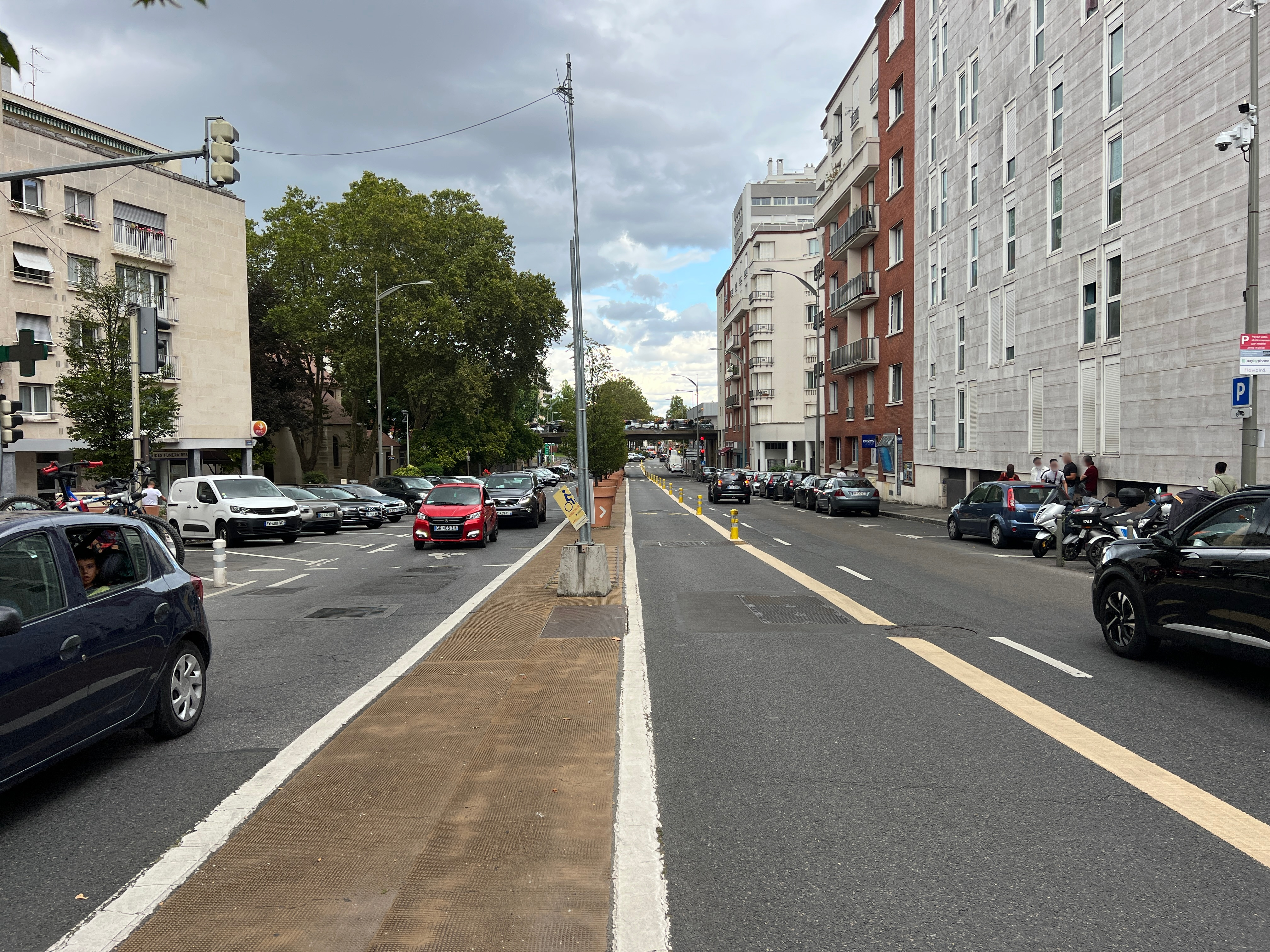
欧罗巴大街

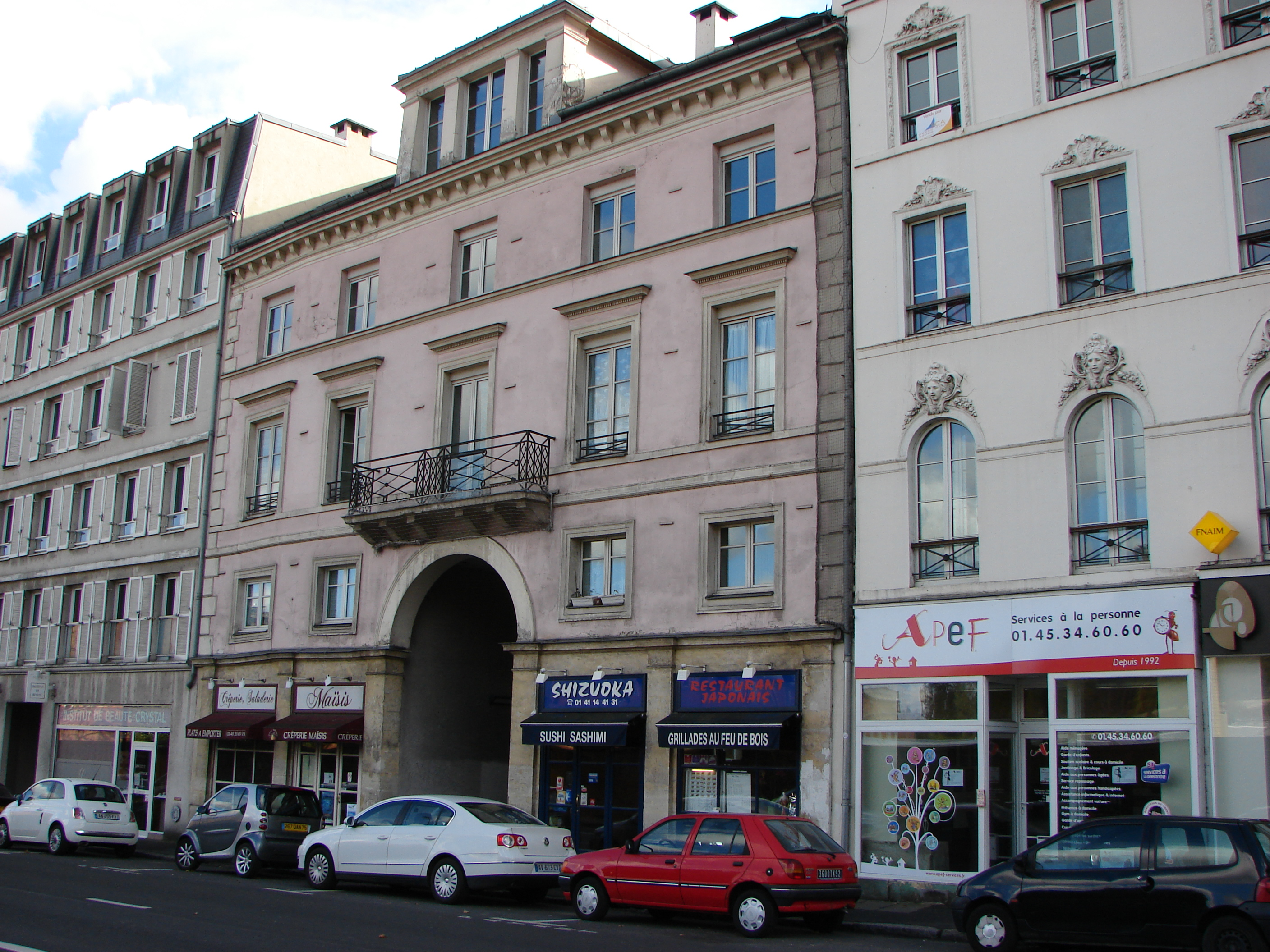
传统商住楼

### 教育
塞夫尔属于凡尔赛学区。截至2021年1月1日，塞夫尔境内共有5所幼儿园、6所小学、2所初级中学和1所普通高中。2021至2022学年度，塞夫尔境内共有在校中等教育阶段学生2,545名。

### 医疗
截至2021年1月1日，塞夫尔境内共有全科医生16名、保健师15名、牙医12名、护士9名、眼科医生3名、皮肤科医生3名、助产士2名、儿科医生1名和妇科医生2名。境内共有药房9家、残疾人帮扶中心4家。
距离塞夫尔最近的区域性医疗机构为雷蒙·庞加莱医院，其主病区位于加尔什境内，距离塞夫尔市区的正常车程大约11分钟，该院设有床位362个。

### 住房
2020年，塞夫尔境内共有各类住房10,767套，其中19.5%为独立式居民区，79.0%为集中式居民区。常住房屋占塞夫尔市镇范围内居民建筑总量的93.5%。
在住房保障政策方面，2022年，塞夫尔境内共有1,229户家庭获得了住房经济补助，受益人数占总人口数量的5.7%，其中1,223份为房租补助。

### 商业
2021年，塞夫尔境内共有各类实体商铺313家，其中餐厅64家、大型超市11家、杂货店10家、面包房6家、肉铺2家、书店4家、装饰品店1家、银行门店11家、美容美发店11家、汽车维修店5家。塞夫尔市中心建有家乐福、Lidl、Picard等超市。

### 体育
2021年，塞夫尔境内共有1家游泳池、6间体育馆、2座综合体育场、4处网球场、1处马术场、1处足球或橄榄球场以及3处篮球或排球场。
截至2023年10月，塞夫尔境内共有三家注册足球俱乐部。塞夫尔足球俱乐部（Sèvres Football Club 92，编号527758）是当地的代表性足球队，该俱乐部下属数十个各性别及年龄段的队伍，其主场为让·瓦格纳球场（Stade Jean Wagner）。

### 环境
塞夫尔的环境事务由其所属的大巴黎西部塞纳公共土地管理局及上塞纳省联合各级政府协调负责。2021年，塞夫尔境内暂无污染企业。

### 治安
2021年，塞夫尔市镇范围内共有1处派出所。
塞夫尔警区（zone police de Sèvres）的管辖范围共包括3个市镇。2020年，该警区累计记录各类案件2,472起，其中盗窃类案件1,222起，经济类案件426起，毒品交易类案件206起。

## 文化

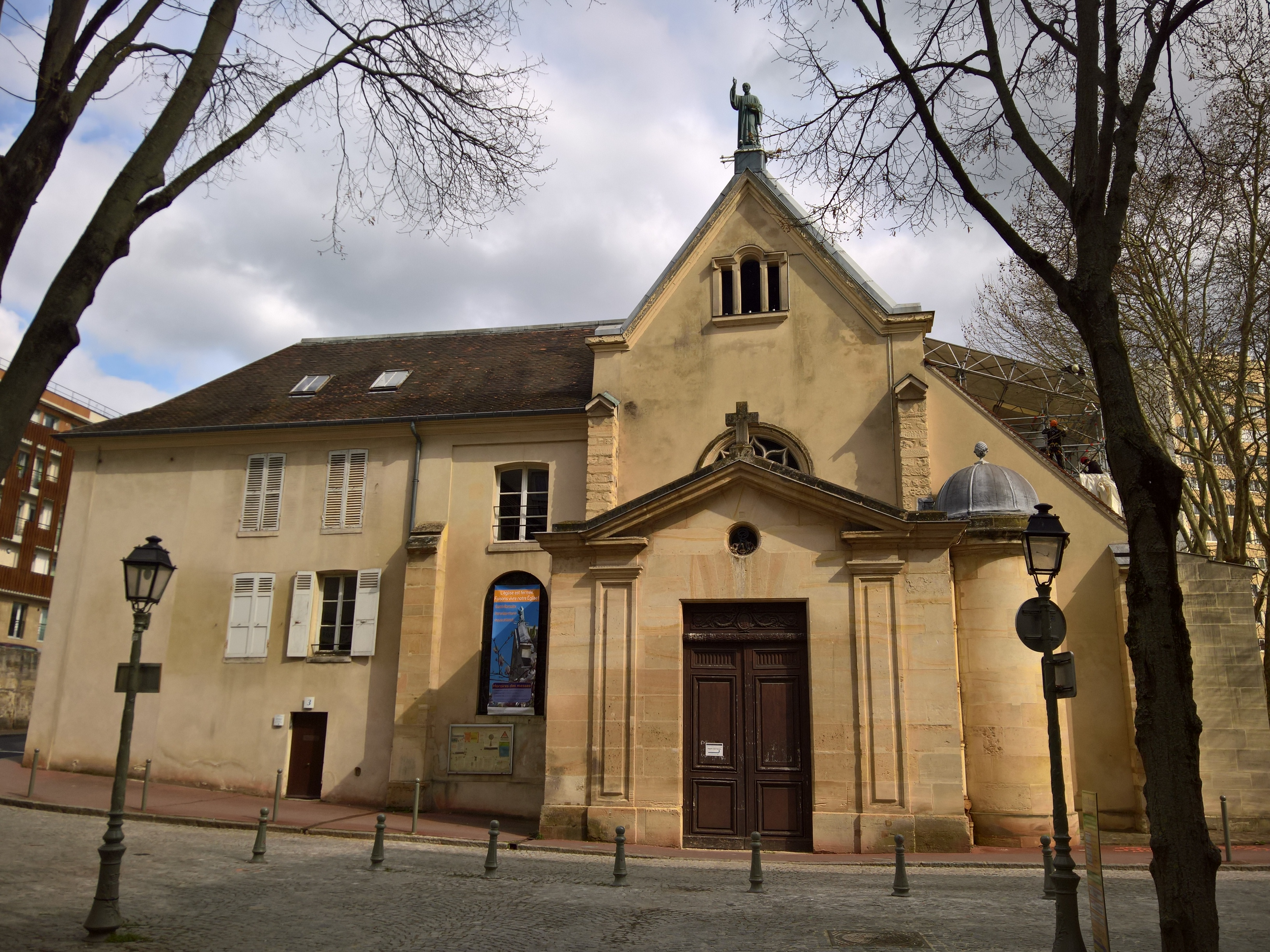
圣罗曼教堂

2021年，塞夫尔境内共有1家剧场、1家电影院、2家博物馆和1家音乐厅。塞夫尔市政府提供多媒体中心，每周二至六向公众开放。

### 建筑
塞夫尔境内有多处历史建筑，其中塞夫尔国家制造厂、圣罗曼教堂等为法国国家文物保护单位。

### 旅游
塞夫尔的旅游事务由其所属的大巴黎西部塞纳公共土地管理局负责。2023年，塞夫尔境内共有1家酒店共计131间房间。

### 媒体
法国主要的媒体均可在塞夫尔接收，法国电视三台下属的法兰西岛大区频道在部分时段播出塞夫尔所在上塞纳省的地方新闻。《巴黎人报》、蓝色法兰西巴黎广播、BFM电视台法兰西岛频道等是当地主要的地方性媒体。

## 相关人物
法国歌手Booba出生于塞夫尔。此外出生于此的重要人物还有画家康斯坦·特鲁瓦永、物理学家莱昂·布里渊、外交官菲利普·贝特洛和足球运动员卡林·施安尼、丹巴·巴亞、达维德·贝利翁、洛伊克·巴代。

## 友好城市
截至2023年10月，塞夫尔共与两座城市建立了友好城市关系：
- 德国 沃尔芬比特尔
- 美国 展望山